# Jane Darwell
Jane Darwell (Palmyra, Missouri, 1879. október 15. – Los Angeles, 1967. augusztus 13.) Oscar-díjas amerikai színpadi és filmszínésznő.

## Élete és pályafutása
1879-ben született Patti Woodard néven. Apja, William Robert Woodard, a louisville-i déli vasúttársaság elnöke, anyja Ellen Booth Woodard. Darwell eredetileg cirkuszi lovas, később operaénekesnő akart lenni. Apja azonban ellenezte ezeket a terveit, így kompromisszumként színésznőnek állt, és a nevét Jane Darwellre változtatta, hogy ne hozzon szégyent a család nevére. Elkezdett színművészetet tanulni, majd zongorázni és hangképzésre járni. Chicagóban színdarabokban lépett fel, majd 1913-ban debütált a filmvásznon. A következő két évben közel húsz filmben szerepelt, mielőtt visszatért volna a színpadhoz. 15 év kihagyás után szerepet kapott a Tom Sawyer című filmben 1930-ban, amivel megkezdődött hollywoodi pályafutása. 
Alkata miatt javarészt anya- vagy nagymamaszerepeket kapott. Szerepelt öt Shirley Temple filmben, úgy mint házvezető nő vagy nagymama. 1940-ben Henry Fonda ragaszkodott hozzá, hogy ő játszhassa Ma Joad szerepét az Érik a gyümölcs című filmben. 1941-ben ezért meg is kapta a legjobb női mellékszereplőnek járó Oscar-díjat. A 20th Century Foxszal szerződött Darwell emlékezetes alakítást nyújtott a The Ox-Bow Incident című filmben, de időnként B kategóriás filmekben is szerepelt. Közben a színpadon is népszerű maradt, különösen a Suds in Your Eye című komédiával, ahol egy ír nőt alakított, aki egy szeméttelepet örökölt. Karrierje végéig több mint 170 filmben szerepelt, olyan filmekben, mint: Huckleberry Finn (1931), Jesse James (1939), Elfújta a szél (1939),  All That Money Can Buy (1941), The Ox-Bow Incident (1943) és a My Darling Clementine (1946). Darwell utolsó szerepét, az idős hölgyet, aki a galambokat eteti a Mary Poppins című filmben, maga Walt Disney felkérésére vállalta el.
1960. február 8-án Darwell csillagot kapott a hollywoodi hírességek sétányán.

## Magánélete
Darwell 1967. augusztus 13-án, infarktusban hunyt el. A Forest Lawn Memorial Parkban helyezték végső nyugalomra.

## Díjai és elismerései
Oscar-díj
- megnyert díj – legjobb női mellékszereplő: Érik a gyümölcs (1941)